# Puig Farner (Maçanet de Cabrenys)
El puig Farner és una muntanya de 462 metres situat al municipi de Maçanet de Cabrenys, a la comarca catalana de l'Alt Empordà.